# Relations entre la France et la Nouvelle-Zélande
Les relations franco-néo-zélandaises sont les relations internationales entre la Nouvelle-Zélande et la France. Les relations entre la France et la Nouvelle-Zélande ont parfois été difficiles, mais plus récemment, elles se sont beaucoup rapprochées.
Les relations bilatérales sont généralement bonnes depuis la Première Guerre mondiale et la Seconde Guerre mondiale. Les deux pays travaillant en étroite collaboration pendant les conflits, mais la relation a été gravement compromise par le naufrage du Rainbow Warrior à Auckland le 10 juillet 1985 par la Direction générale de la sécurité extérieure française. Les relations entre les deux nations s'étaient tendues auparavant et, en 1973, le gouvernement néo-zélandais suspendit pour un temps les relations postales avec la France. À la suite de l'attaque française contre le Rainbow Warrior, la France demande à la Nouvelle-Zélande de libérer les agents capturés après l'attaque. Pour faire respecter leur demande, le gouvernement français a soumis la Nouvelle-Zélande à une pression économique féroce, produisant de l'animosité parmi les Néo-Zélandais envers les Français. Celle-ci a progressivement diminué avec le temps. La visite officielle du Premier ministre néo-zélandais en France en 2003 a ouvert un nouveau chapitre des relations bilatérales, prenant le relais du passé et s'attachant à raviver les liens entre les deux pays, notamment dans le Pacifique Sud.
À l'exception du transport de matières nucléaires, d'importants accords politiques sont en cours d'élaboration dans le Pacifique Sud. Alors que le gouvernement néo-zélandais souhaite un dialogue et une coopération plus étroits pour des raisons politiques et financières, la France souhaite favoriser l'intégration des communautés du Pacifique dans l'environnement régional néo-zélandais.

## Histoire
Les relations entre la France et la Nouvelle-Zélande ont été tendues pendant deux courtes périodes dans les années 1980 et 1990 à cause des essais nucléaires français à Moruroa et du bombardement du Rainbow Warrior dans le port d'Auckland. Ce dernier a été largement considéré comme un acte de terrorisme d'État contre la souveraineté de la Nouvelle-Zélande et a été ordonné par le président français François Mitterrand, bien qu'il ait nié toute implication à l'époque. Ces événements ont contribué à renforcer la détermination de la Nouvelle-Zélande à maintenir sa politique antinucléaire.
Mais les relations avaient été cordiales dans les décennies précédant l'incident du Rainbow Warrior, incarné par la réaction rapide de la Nouvelle-Zélande lors des deux guerres mondiales, se rangeant du côté des forces alliées à chaque fois.

### 1914: La première guerre mondiale

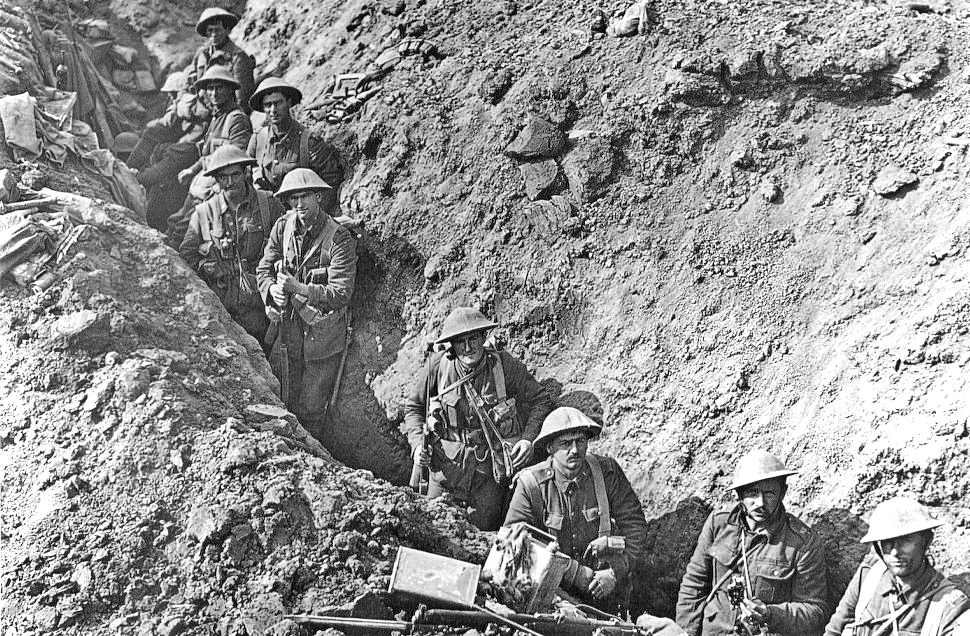
L' infanterie néo-zélandaise à la bataille de la Somme

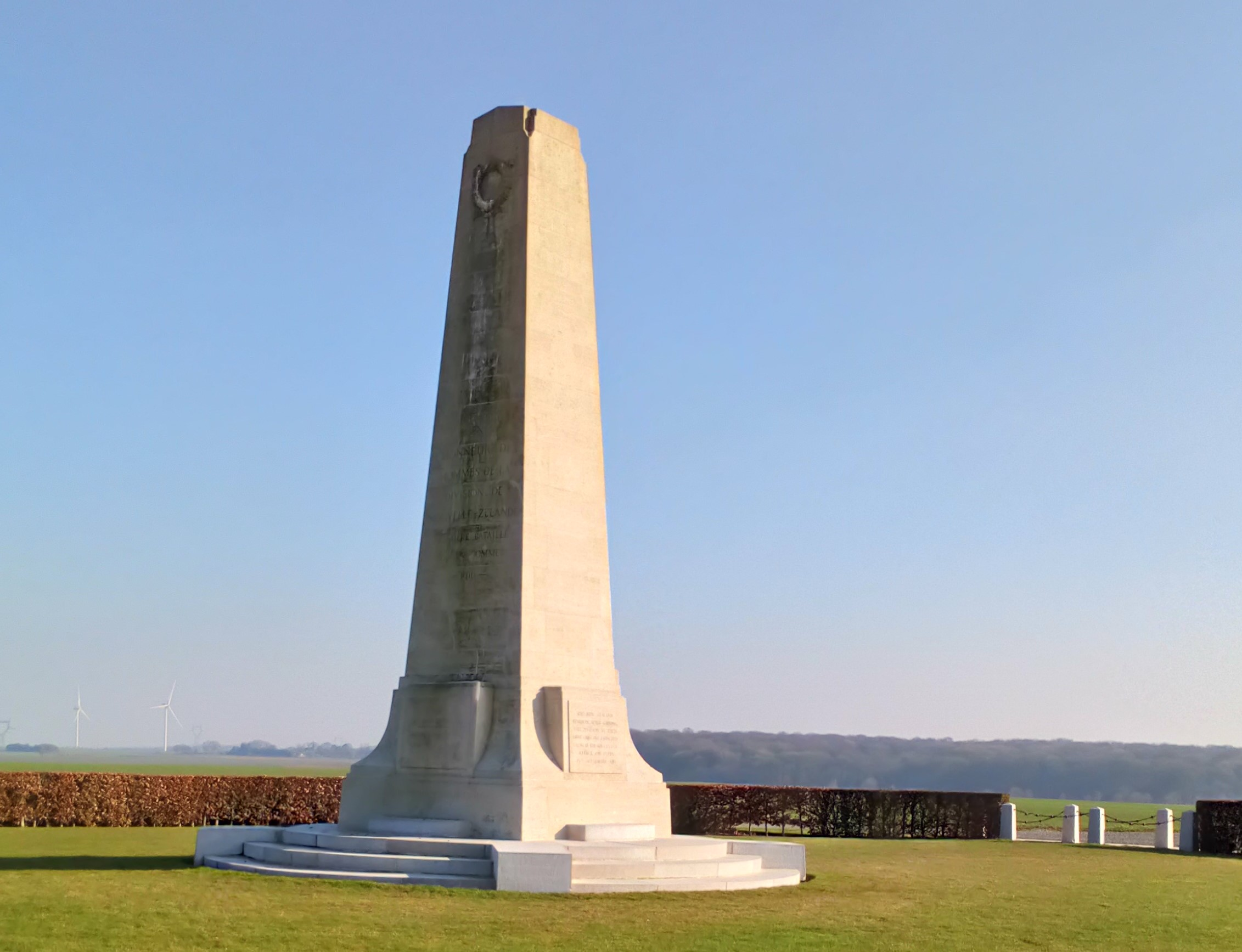
Mémorial national néo-zélandais de Longueval

Le gouvernement néo-zélandais entre en guerre sans hésitation, malgré son isolement géographique et sa faible population. Près de 90 000 néo-zélandais participent à la Grande Guerre sur le territoire français. La division néo-zélandaise participe à la bataille de la Somme, où elle avance de trois kilomètres et s'empare de huit kilomètres de ligne de front ennemie. 5488 ont été blessés et 1 560 ont été tués. En juin 1917, la division néo-zélandaise se distingue dans la bataille de Messines. Lors des combats de Passchendaele en octobre suivant, elle échoue pour la première fois dans une opération majeure. Sa deuxième attaque fait 850 morts dans ses rangs et elle ne gagne pas plus de 500 mètres de terrain. Il s'agit de la pire catastrophe de l'histoire de la Nouvelle-Zélande en termes de vies perdues en une seule journée. La participation de la division néo-zélandaise à la bataille de la Somme en 1916 est commémorée par le Mémorial national néo-zélandais de Longueval bâtit en 1992. Le mémorial compte le nom de 1 205 soldats néo-zélandais qui n'ont pas de sépulture connue.

### 1939: La Seconde Guerre mondiale

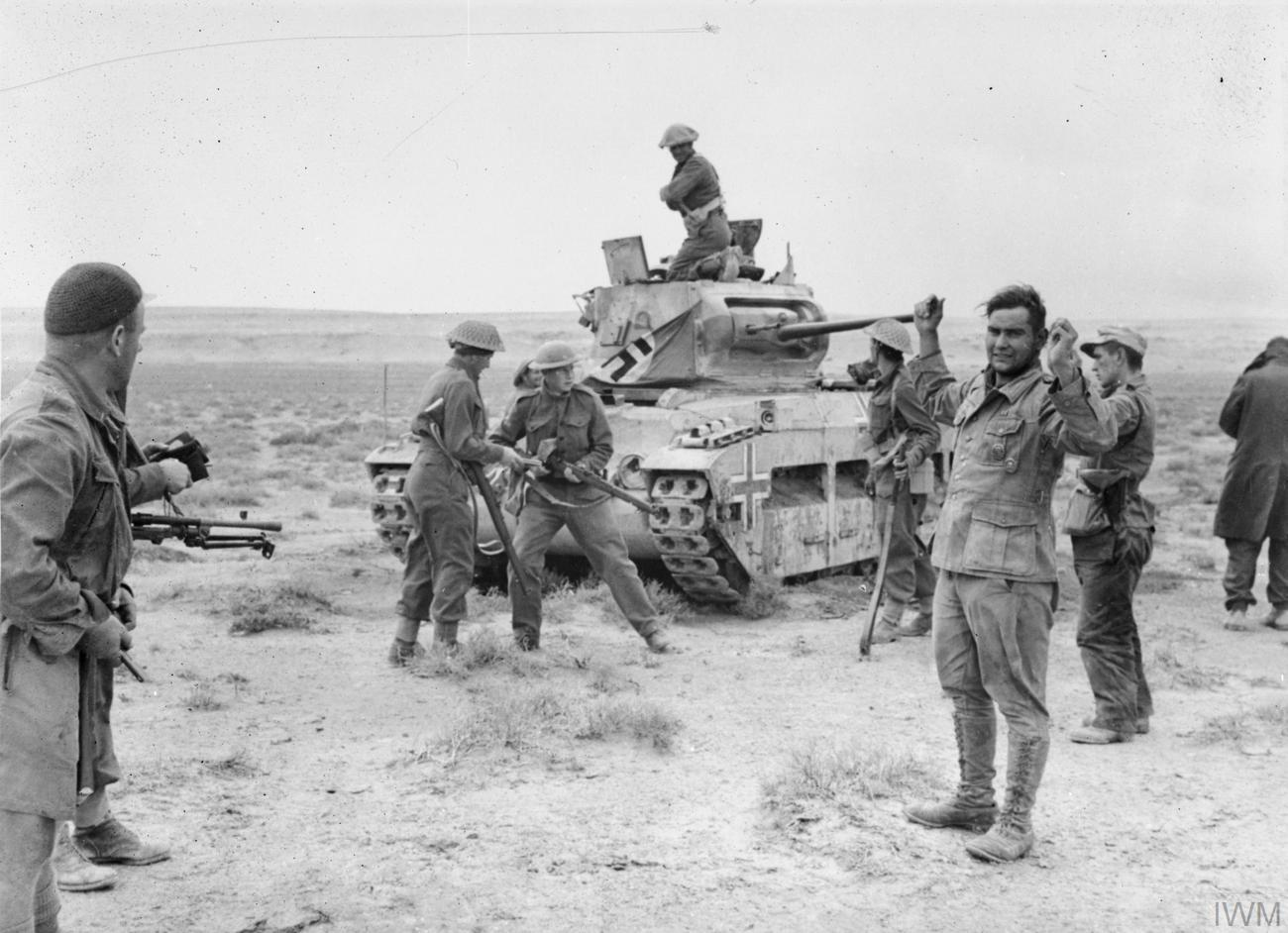
Des soldats néo-zélandais reprennent un char Matilda et font prisonnier son équipage allemand lors de l'opération Crusader, le 3 décembre 1941.

La Nouvelle-Zélande entre dans la Seconde Guerre mondiale en déclarant la guerre à l'Allemagne nazie le 3 septembre 1939 à 9h30 heure néo-zélandaise. Au total, environ 140 000 militaires néo-zélandais servent outre-mer pour l'effort de guerre des Alliés et 100 000 hommes supplémentaires sont armés pour des missions de garde dans le pays. À son apogée en juillet 1942, la Nouvelle-Zélande compte 154 549 hommes et femmes mobilisés sous les drapeaux (à l'exception de la Home Guard) et à la fin de la guerre, 194 000 hommes et 10 000 femmes au total ont servi dans les forces armées au pays et à l'étranger. Diplomatiquement, la Nouvelle-Zélande a exprimé une opposition virulente au fascisme en Europe. La Nouvelle-Zélande a fortement participé à de nombreuses campagnes européennes, notamment la bataille de Grèce et la bataille de Crète et en particulier à la campagne d'Italie, et le personnel de la Royal New Zealand Air Force a pris part aux combats en France en 1940 (dans le cadre de la Royal Air Force) et 1944.

### 1952: Indochine française
Pendant la guerre française en Indochine (Vietnam moderne, Laos et Cambodge) en 1952 et 1954, la Nouvelle-Zélande a fourni à partir de ses stocks militaires obsolètes et excédentaires mais utilisables, une sélection d'équipements militaires pour les Forces françaises en Indochine, notamment;
- 43000 Fusils
- 1350 mitrailleuses
- 670 000 cartouches de munitions pour armes légères
- 10000 cartouches de 40 mm Armor Piercing shot
- 500 revolvers
- 50 canons anti-aériens Bofors et munitions
- Ensembles sans fil
- Téléphones de terrain
- Ensembles de charge
- Divers articles d'uniforme

### 1985: Naufrage duRainbow Warrior I

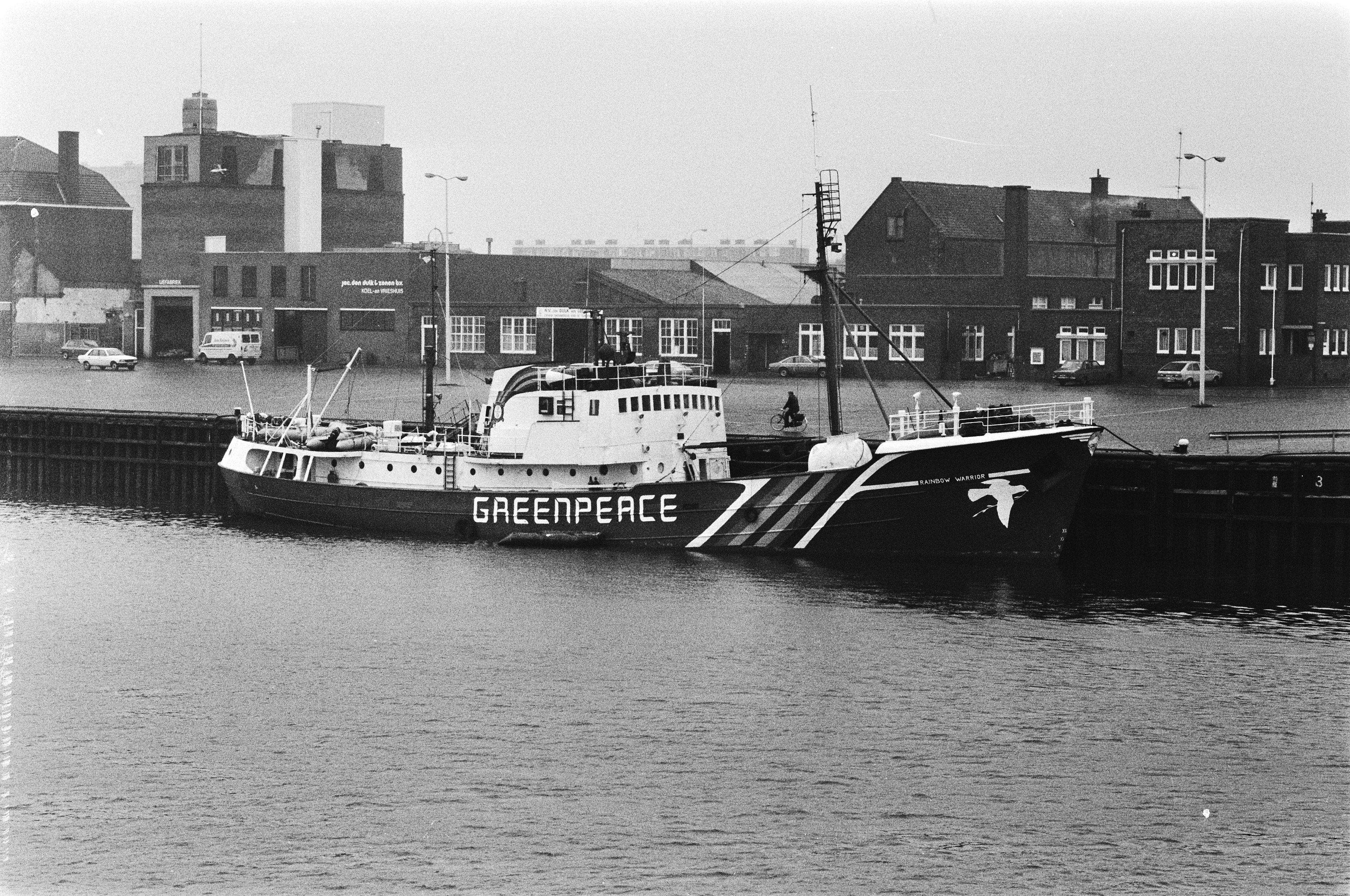
Le Rainbow Warrior à quai en 1979.

Baptisé Opération satanique, le naufrage du Rainbow Warrior a lieu dans le port d'Auckland en Nouvelle-Zélande le 10 juillet 1985. Cette attaque menée par des agents français de la DGSE vise à couler l'engin phare de l'organisation Greenpeace pour l'empêcher d'interférer dans un essai nucléaire du gouvernement français sur l'atoll de Mururoa dans le Pacifique Sud. Greenpeace avait prévue de conduire une flottille de yachts sur l'atoll pour protester contre le test, y compris une incursion dans les zones militaires françaises. L'incident se produit tard dans la nuit lorsque deux agents, le capitaine Dominique Prieur et le commandant Alain Mafart, attachent deux mines Limpet à la coque du navire et les font exploser à 10 minutes d'intervalle. L'attaque entraîne la mort du photographe de Greenpeace Fernando Pereira et provoque un énorme tollé s'agissant de la toute première attaque contre la souveraineté néo-zélandaise. L'acte déclenche l'une des plus intenses enquêtes policières de l'histoire de la Nouvelle-Zélande et conduit à la capture de Mafart et Prieur qui se font passer pour "Sophie et Alain Turenge". Tous deux plaident coupable d'homicide involontaire et sont condamnés à 10 ans d'emprisonnement le 22 novembre 1985.
La France menace le pays d'un embargo économique sur ses exportations vers la Communauté économique européenne si la paire n'est pas immédiatement libérée. Une telle action aurait paralysée l'économie néo-zélandaise qui, à l'époque, dépend fortement des exportations agricoles vers la Grande-Bretagne. L'opération satanique est un désastre de relations publiques, la Nouvelle-Zélande étant une alliée de la France. La France a d'abord nié toute implication et s'est même jointe à sa condamnation en tant qu'acte terroriste.
Cet acte de terrorisme parrainé par l'État a mis à rude épreuve les relations bilatérales et, en juillet 1986, une médiation parrainée par les Nations unies entre la Nouvelle-Zélande et la France aboutit au transfert des deux prisonniers vers l'île polynésienne française de Hao, pour y purger trois ans, ainsi que des excuses et un paiement de 13 millions NZD de la France à la Nouvelle-Zélande.

### 1980-1990: Accord de délimitation des frontières entre la France et la Nouvelle-Zélande

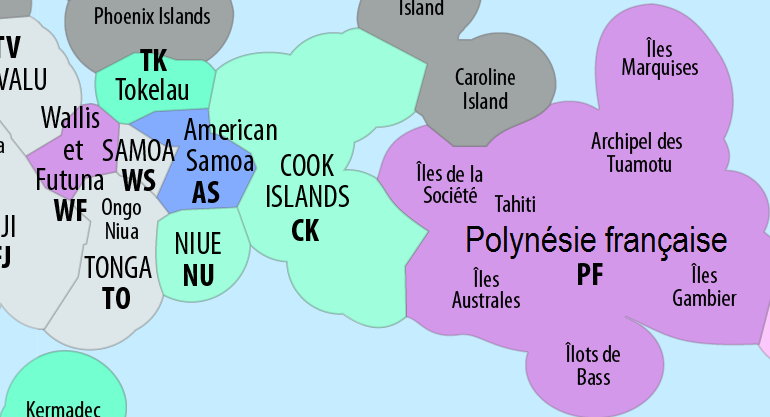
Carte montrant les frontières entre la France et la Nouvelle-Zélande
Territoires dépendant de la Nouvelle-Zélande (Îles Cook et Tokelau)
Collectivités d'outre-mer français (Wallis-et-Futuna et la Polynésie Française)

La frontière entre les îles Cook et la Polynésie française est définie par une convention de délimitation maritime entre le gouvernement de la République française et le gouvernement des îles Cook, signée le 3 août 1990 à Rarotonga.
Le 1er avril 1980, la zone économique exclusive de Tokelau est proclamée et Tokelau établit ses frontières maritimes avec les États-Unis (Samoa américaines) le 2 décembre de la même année. L'accord de délimitation maritime entre la Nouvelle-Zélande et la France est signé le 30 juin 2003 à Atafu. En tant qu'accord de délimitation des frontières, il établit la frontière maritime entre Tokelau et Wallis et Futuna .

### 1992: Accord FRANZ
L'accord FRANZ (France-Australie-Nouvelle-Zélande) est signé le 22 décembre 1992 par des dignitaires français, australiens et néo-zélandais. Il engage ses signataires « à échanger des informations pour assurer la meilleure utilisation de leurs actifs et autres ressources pour les opérations de secours après les cyclones et autres catastrophes naturelles dans la région ». Alors que les cyclones restent la principale catastrophe naturelle dans le Pacifique Sud, FRANZ a en pratique été un système efficace contre le large éventail de catastrophes subies dans la région.
L'accord FRANZ s'applique au Pacifique Sud et comprend l'Australie, les Îles Cook, les Fidji, la Polynésie française, Kiribati, Nauru, la Nouvelle-Calédonie, la Nouvelle-Zélande, Niue, la Papouasie-Nouvelle-Guinée, les Samoa, les Îles Salomon, les Tonga, les Tokélaou, les Tuvalu, le Vanuatu, le Valais . et Futuna, et d'autres ont décidé au cas par cas.

### 2007: Affaire des têtes maories
L'« affaire des têtes maories » concerne la requête formulée par le musée national néo-zélandais Te Papa Tongarewa, visant la récupération de l'ensemble des dépouilles maories dispersées de par le monde, en l'espèce les têtes momifiées appelées upuko tuhi ou toi moko en raison de leur tatouage (moko) et mokomokai lorsqu'il s'agit de têtes d'esclaves tatoués de force.

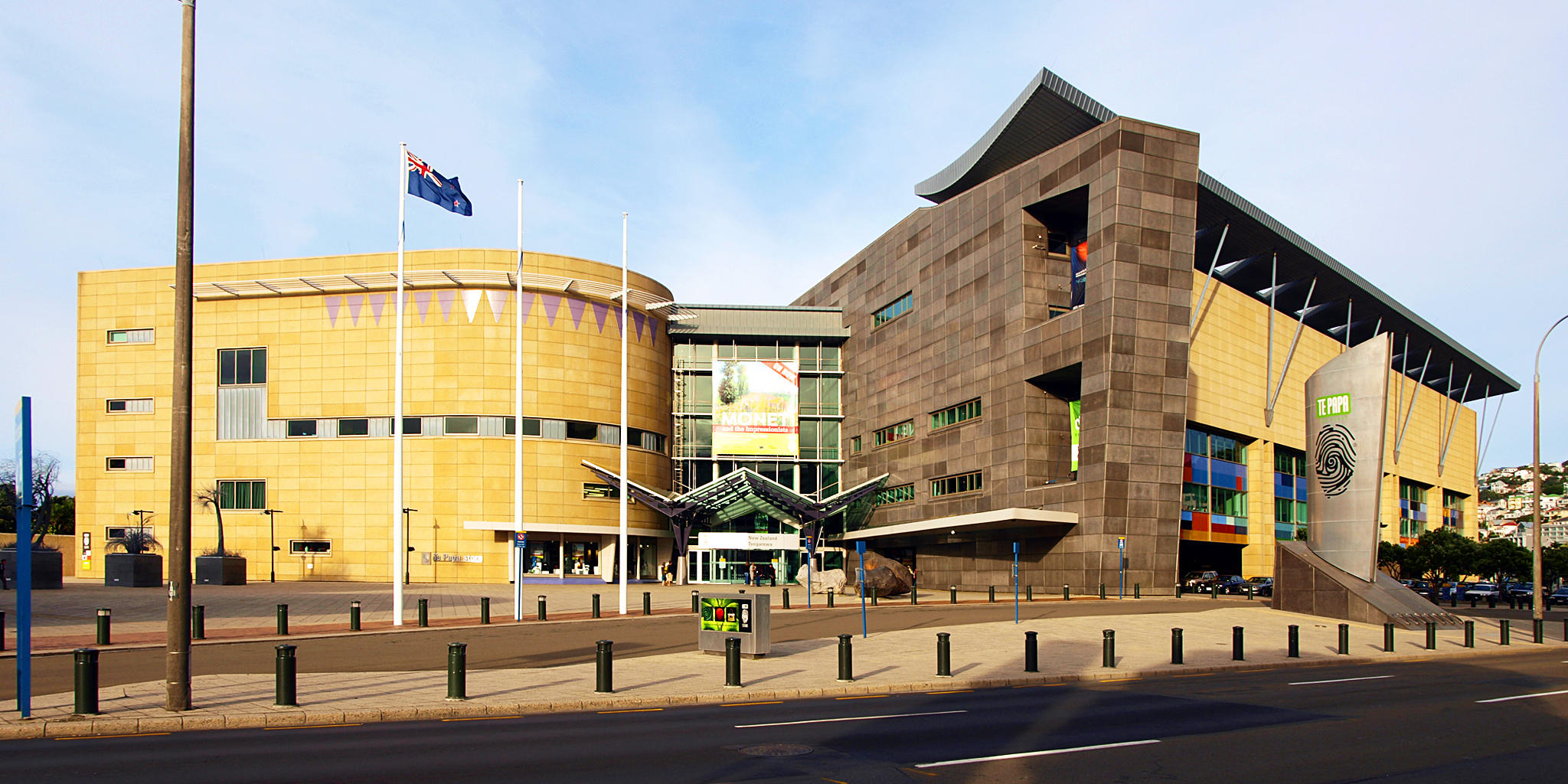
Le Musée de Nouvelle-Zélande Te Papa Tongarewa est à l'initiative de la demande de récupération des dépouilles maories.

En raison du principe d'inaliénabilité des collections publiques, depuis longtemps consacré dans la définition du domaine public par le droit français (voir l'édit de Moulins) et réaffirmé par la loi du 4 janvier 2002 relative aux musées de France, seule une commission de déclassement ou une loi peut autoriser en principe un tel transfert. Une telle loi avait permis, en 2002, de restituer à l'Afrique du Sud les restes de Saartjie Baartman, alias la « Vénus hottentote ».
L'affaire concerne donc à la fois une question éthique, philosophique, religieuse et historique, appliquée à la muséologie, intéressant la science, l'art, la bioéthique et le colonialisme, et un débat juridique : ces têtes relèvent-elles du domaine public muséal, ce qui les rendrait inaliénables à moins d'un déclassement préalable ? Et alors comment passer outre à l'interdiction de déclasser les dons et legs ? Ou faut-il dire que de telles « pièces anthropologiques » ou éventuellement « œuvres », relèvent, en tant qu'organes humains, des articles 16 et suivants du Code civil français et, par suite, du principe de non-patrimonialité du corps humain, interdisant toute appropriation de celui-ci ? En vertu des lois de bioéthique et du Code civil, elles ne pourraient donc être appropriées, ni même sous la forme spécifique et distincte que constitue le domaine public. Cette dernière solution juridique a été écartée par la jurisprudence.
Ces têtes ne sont plus exposées dans les musées français, depuis 1996 au muséum d'histoire naturelle de Rouen, 1998 au muséum d'histoire naturelle de La Rochelle, etc. Jusqu'à leur restitution, intervenue le 23 janvier 2012, une vingtaine de têtes étaient détenues au total en France, au musée du Quai Branly, au Muséum national d'histoire naturelle à Paris, à Rouen, Dunkerque, La Rochelle, Lille, Lyon, Marseille, Nantes et Sens, ainsi qu'à l'université de Montpellier.

### 2019: Appel de Christchurch
À la suite de la fusillade de la mosquée de Christchurch le 15 mars 2019, la Première ministre néo-zélandaise Jacinda Ardern et le président français Emmanuel Macron ont co-organisé le sommet de l'appel à l'action de Christchurch en mai 2019, qui s'est engagé à lutter contre l'extrémisme violent sur Internet,.

## Relation par le sport

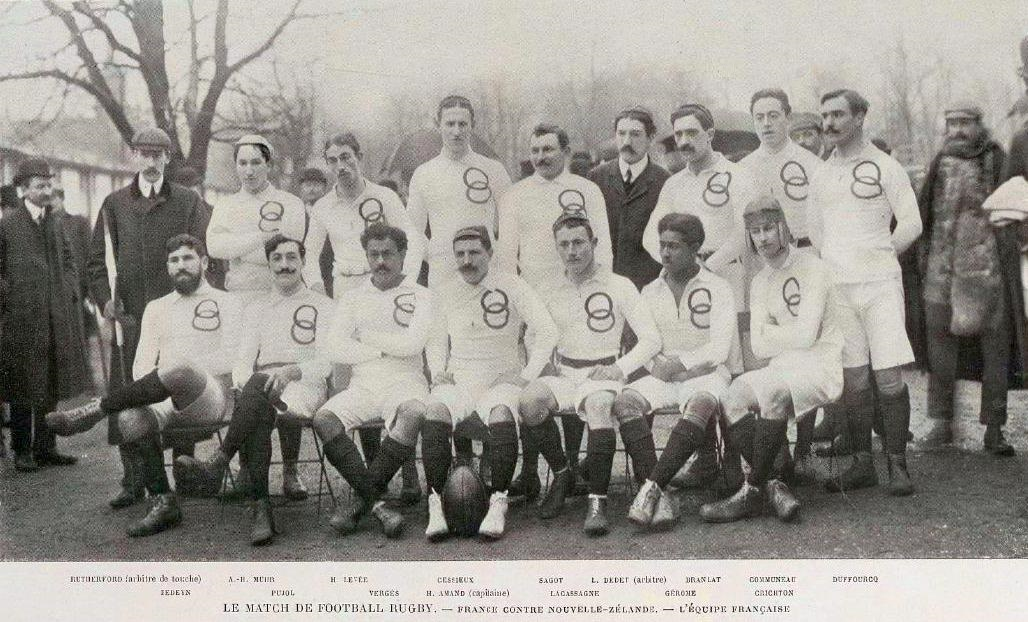
L'équipe de France de rugby face à la Nouvelle-Zélande, en janvier 1906.

Les fédérations nationales de rugby française et néo-zélandaise s'affrontent depuis plus d'un siècle. Le premier match qui les opposent en 1906 est perdu par la France 38-8. Cette dernière s'impose pour la première fois en 1954 (lorsqu'ils ont gagné 3-0). La France fait sa première tournée en Nouvelle-Zélande en 1961. Elle y perd toutes ses rencontres. Le trophée Dave Gallaher est introduit en 2000 pour être disputé entre les deux équipes. Il est nommé en mémoire du capitaine des All Blacks Dave Gallaher qui a dirigé son équipe contre la France en 1906 et qui est mort à la bataille de Passchendaele pendant la Première Guerre mondiale. Il est disputé pour la première fois le jour de l'armistice (11 novembre) 2000. Les All Blacks ont remporté une large majorité des rencontres opposant les deux pays.
La France et les All Blacks s'opposent en finale de la première Coupe du monde de rugby, co-organisée par la Nouvelle-Zélande et l'Australie. Les néo-zélandais remportent leur première Coupe du monde 29-9. Le match contribue à améliorer le fossé diplomatique et politique entre la France et la Nouvelle-Zélande causé par le bombardement du Rainbow Warrior en 1985 par des agents des services secrets français.

La seconde demi-finale de la Coupe du monde de rugby 1999 oppose le 31 octobre 1999 dans le stade de Twickenham à Londres la France à la Nouvelle-Zélande devant 73 000 spectateurs. Ce match, qui voit la France l'emporter 43 à 31, est considéré comme l'un des plus grands exploits du rugby français et reste comme l'un des plus grands matchs de l'histoire de la Coupe du monde de rugby. Il est également connu comme le « miracle de Twickenham ».

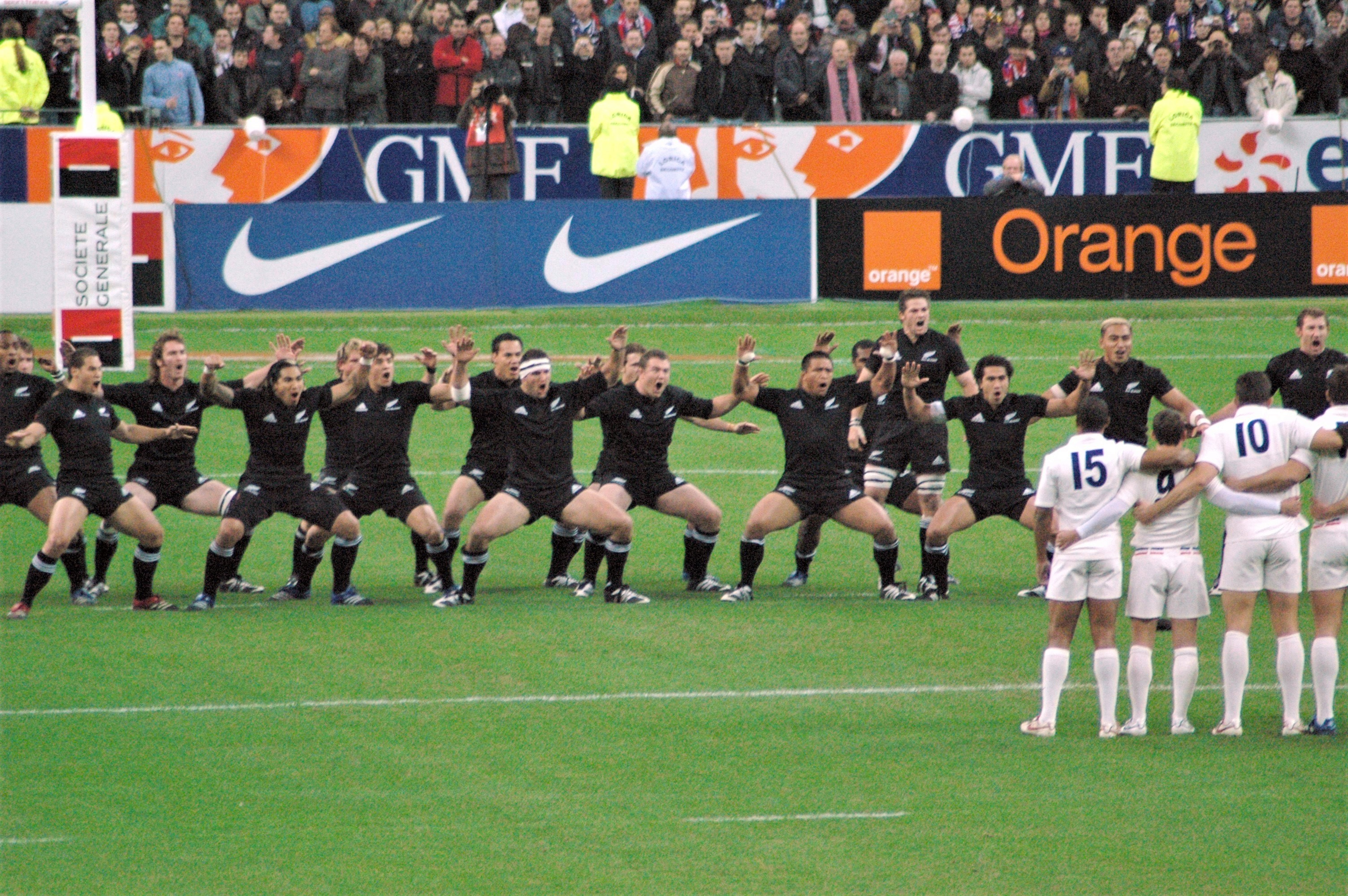
Les All Blacks exécutant un haka avant un match test contre la France en 2006.

La France accueille la Coupe du monde 2007 et les deux équipes s'opposent en quart de finale du tournoi. La France gagne la partie. Les deux pays jouent en finale de la Coupe du monde 2011, qui se tient en Nouvelle-Zélande. Cette dernière remporté son deuxième titre mondial 8 à 7 dans une bataille serrée.

## Commerce et investissement
La Nouvelle-Zélande et la France sont de très grands partenaires commerciaux ces dernières années, la France est le 15e partenaire commercial de la Nouvelle-Zélande en 2007 avec des exportations totalisant 401,3 $ millions NZD (principalement : viande de mouton, filets de poisson, gibier et médicaments) et des importations totalisant 679,6 $ millions NZD  (principalement : Véhicules à moteur, vin et équipement de machines).
La France a de nombreux investissements importants dans l'économie néo-zélandaise, en particulier dans l'industrie viticole néo-zélandaise qui comprend Veuve Clicquot, Deutz qui est très similaire à l'industrie viticole en France. Yoplait est une grande entreprise néo-zélandaise possédant l'une des marques de yaourt les plus connues du secteur agroalimentaire néo-zélandais. D'autres investissements français importants ont été réalisés dans le secteur néo-zélandais des transports et communications (Alstom, Alcatel) et de la gestion des déchets (ONYX).

## Coopération militaire

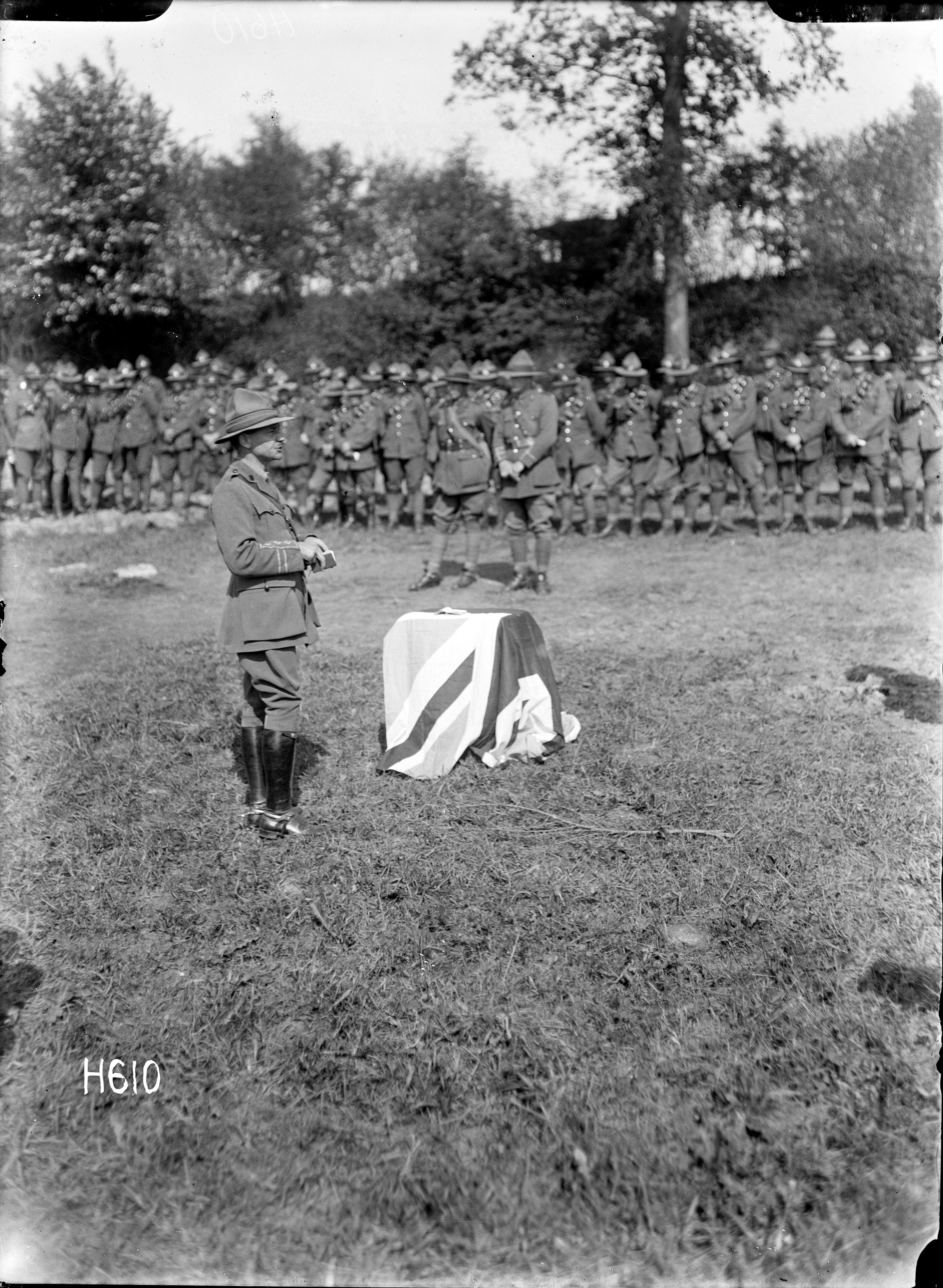
Parade militaire néo-zélandaise, Louvencourt, France, 19 mai 1918

Il y a eu diverses campagnes où la Nouvelle-Zélande et la France se sont battues côte à côte, plus particulièrement la Première Guerre mondiale et la Seconde Guerre mondiale. La Nouvelle-Zélande et la France participent également régulièrement à de Grandes manœuvres, incluant l'Australie, principalement dans l'océan Pacifique, au large des côtes néo-zélandaises. Cette augmentation de la coopération militaire a réchauffé les relations entre les deux nations. Ces manœuvres ont compris à la fois des navires de guerre RNZN et des avions de combat RNZAF et, conformément à la loi néo-zélandaise sur la zone libre nucléaire, le désarmement et le contrôle des armements, le sous-marin nucléaire français FNS Perle, soulignant une coopération militaire accrue dans le Pacifique entre les trois pays.
Des attaques simulées contre des navires ont également été menées, afin de tester les systèmes de défense anti-aérienne, par les Skyhawks de la RNZAF et les Hornets de la RAAF. Depuis le milieu des années 90, les forces armées françaises, australiennes et néo-zélandaises coopèrent à la surveillance maritime des petits États insulaires de la région.

## Représentation bilatérale
Les contacts officiels entre la Nouvelle-Zélande et la République française sont nombreux et permettent des échanges de haut niveau et la poursuite du développement des relations bilatérales. De nombreux ministres rencontrent leurs homologues français lors de réunions et d'événements internationaux.

### Visites en France des délégués et ministres néo-zélandais
| Rendez-vous      | Ministre/Délégué | Villes visitées | Raison |
| ---------------- | --- | --------------- | --- |
| avril 2011       | Premier ministre de la Nouvelle-Zélande, John Key                                                                         |                 | Visite officielle incluant les commémorations de l' ANZAC Day (en route vers le mariage du Prince William et de Catherine Middleton ) |
| Mai 2007         | Phil Goff, ministre des Affaires étrangères et du Commerce, de la Défense, du Désarmement et de la Maîtrise des armements |                 | Visite officielle |
| mars 2007        | Ministre de la Science, de la Recherche et de la Technologie, Steve Maharey                                               |                 | Visite officielle |
| novembre 2006    | Premier ministre de la Nouvelle-Zélande, Helen Clark                                                                      |                 | Visite officielle |
| juin 2006        | Ministre des Affaires étrangères, le très honorable Winston Peters                                                        | Paris           | Visite officielle |
| juin 2006        | Ministre de l'énergie, David Parker                                                                                       |                 | Visite officielle |
| Mai 2006         | Ministre des affaires étrangères et du commerce, de la défense, Phil Goff                                                 | Paris           | Visite officielle |
| Février 2006     | Ministre de l'Agriculture et de la Pêche, Jim Anderton                                                                    |                 | Visite officielle |
| avril – mai 2005 | Ministre de la sécurité des transports, associé du ministre de l'énergie, Harry Duynhoven                                 |                 | Visite officielle |
| Septembre 2004   | Ministre de l'Énergie, RS&T, CRI, Pete Hodgson                                                                            |                 | Visite officielle |
| Septembre 2004   | Ministre des Affaires étrangères et du Commerce, Phil Goff                                                                |                 | Visite officielle |
| juin 2004        | Premier ministre de la Nouvelle-Zélande, Helen Clark                                                                      |                 | Visite officielle |
| mai 2004         | Ministre des Négociations commerciales, Jim Sutton                                                                        |                 | Visite officielle |
| avril 2004       | Président de la Chambre, Jonathan Hunt                                                                                    |                 | A dirigé une délégation parlementaire en France                                                                                       |
| juin 2003        | Ministre de la Santé, Annette King                                                                                        |                 | Visite officielle |
| mai 2003         | Ministre de l'Énergie, Pete Hodgson                                                                                       |                 | Visite officielle |
| avril 2003       | Ministre des Négociations commerciales, Jim Sutton                                                                        |                 | |
| avril 2003       | Ministre associée des Affaires étrangères et du Commerce, Marian Hobbs                                                    |                 | Visite officielle |
| mai 2002         | Ministre des Négociations commerciales, Jim Sutton                                                                        |                 | Visite officielle |
| Mai 2001         | Ministre de l'Énergie, Pete Hodgson                                                                                       |                 | Visite officielle |
| Mai 2001         | Ministre des Négociations commerciales, Jim Sutton                                                                        |                 | Visite officielle |
| Novembre 2000    | Ministre des Sports, Trevor Mallard                                                                                       |                 | Visite officielle |
| Septembre 2000   | Ministre des Finances, Michael Cullen                                                                                     |                 | Visite officielle |
| Juin 2000        | Ministre des Négociations commerciales, Jim Sutton                                                                        |                 | Visite officielle |
| Mai 1999         | Ministre du commerce international, Dr Lockwood Smith                                                                     |                 | |
| Mai 1998         | Gouverneur général SE Très honorable Sir Michael Hardie Boys                                                              |                 | Visite officielle |
| avril 1998       | Président de la Chambre, Doug Kidd                                                                                        |                 | A dirigé une délégation parlementaire en France                                                                                       |
| Octobre 1997     | Premier ministre de la Nouvelle-Zélande, Jim Bolger                                                                       |                 | Visite officielle |

### Visites en Nouvelle-Zélande par des délégations française
Délégations françaises en Nouvelle-Zélande
| Rendez-vous            | Ministre/Délégué                                                                     | Villes visitées                      | Raison                                                                   |
| ---------------------- | ------------------------------------------------------------------------------------ | ------------------------------------ | ------------------------------------------------------------------------ |
| Août 2014              | Député représentant les Français domiciliés à l'étranger, Thierry Mariani            | Auckland, Wellington et Christchurch | Visite officielle                                                        |
| mars 2007              | Ministre du Commerce, Christine Lagarde                                              |                                      | Visite officielle                                                        |
| Mai 2006               | Vice-président Assemblée nationale, Yves Bur                                         |                                      | Visite officielle                                                        |
| avril 2006             | Ministre des Outre-mer, François Baroin                                              |                                      | Visite officielle                                                        |
| Février 2005           | Ministre des Anciens Combattants, Hamlaoui Mékachéra                                 |                                      | Visite officielle                                                        |
| novembre 2003          | Secrétaire d'État aux Affaires étrangères, Renaud Muselier                           |                                      | Visite officielle                                                        |
| août 2003              | Président du groupe d'amitié France/NZ à l'Assemblée nationale, Philippe Vitel       |                                      | Visite officielle                                                        |
| mars 2003              | Ministre du Commerce extérieur, François Loos                                        |                                      | Visite officielle                                                        |
| Septembre 2001         | Président du groupe d'amitié France/NZ au Sénat, Maurice Blin                        |                                      | A dirigé une délégation du Sénat en Nouvelle-Zélande                     |
| Novembre/Décembre 2000 | Président du groupe d'amitié France/NZ à l'Assemblée nationale, Gabriel Montcharmont |                                      | A dirigé une délégation du groupe d'amitié France/NZ en Nouvelle-Zélande |
| Septembre 2000         | Ministre de l'Agriculture, Jean Glavany                                              |                                      | Visite officielle                                                        |
| juin 1999              | Secrétaire d'État à l'Outre-Mer, Jean-Jack Queyranne                                 |                                      | Visite officielle                                                        |
| avril 1998             | Secrétaire d'État aux anciens combattants, Jean-Pierre Masseret                      |                                      | Visite officielle                                                        |

### Résidences diplomatique
- La France a une ambassade à Wellington[29].
- La Nouvelle-Zélande a une ambassade à Paris et un consulat général à Nouméa[30].

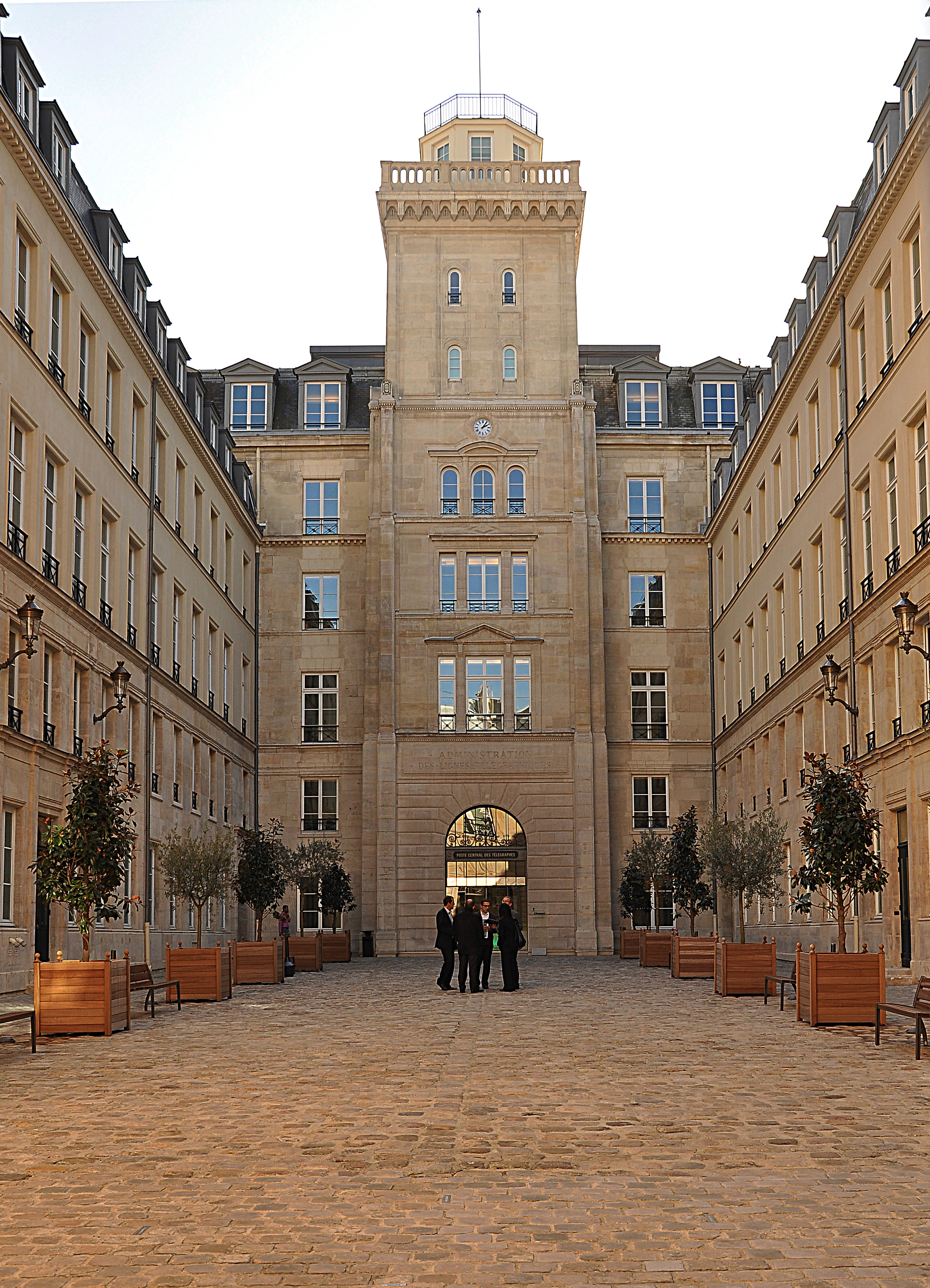
Ambassade de Nouvelle-Zélande à Paris
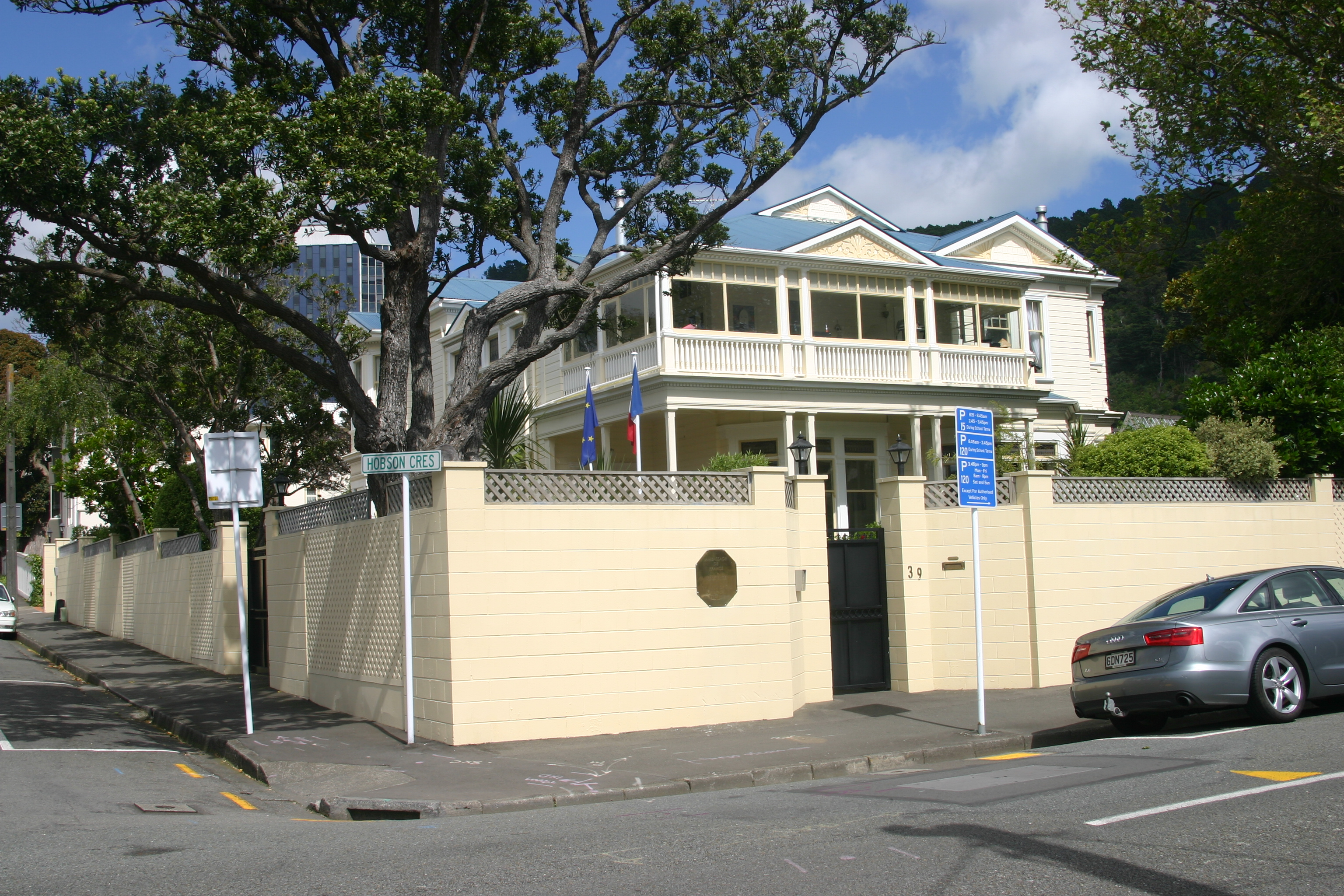
Ambassade de France à Wellington